# Centralizacja Poznańska
Centralizacja Poznańska (Komitet Poznański, Komitet Libelta) – tajna struktura niepodległościowa związana z Towarzystwem Demokratycznym Polskim w Paryżu, działająca w l. 1839–46. Jej zadaniem było przygotowanie powstania w trzech zaborach. W końcu 1844 objęła nadzór nad ruchem konspiracyjnym we wszystkich zaborach. Na jej czele stał Karol Libelt. Termin powstania wyznaczono na 22 lutego 1846. Dokonane na kilka dni przed jego wybuchem aresztowania 70 czołowych działaczy rozbiły organizację.

## Działacze
- Karol Libelt
- Ludwik Mierosławski
- Jędrzej Moraczewski